# Erik Magnus Lindecrantz
Erik Magnus Lindecrantz, tidigare Lindqvist, född 25 september 1727 i Hällestads församling, Östergötlands län, död 2 november 1788 i Sundsvalls församling, Västernorrlands län, var en svensk läkare. Lindecrantz studerade från 1744 vid Uppsala universitet och från 1754 vid Greifswalds universitet.  Han försvarade en avhandling under Carl von Linné 21 december 1753. Under Pommerska kriget var han från 1757 till 1762 andre fältläkare, därefter vice provinsialläkare i Södermanland och sist provinsialläkare i Västernorrland.